# Rose Marie
Rose Marie – musical filmowy z 1936 roku na podstawie Broadwayowskiej sztuki z 1924 pod tym samym tytułem.

## Obsada
- Jeanette MacDonald jako Marie de Flor
- Nelson Eddy jako Bruce
- Reginald Owen jako Myerson
- Allan Jones jako Romèo i Mario Cavaradossi
- James Stewart jako Jack Flower
- Alan Mowbray jako Premier of Canada
- George Regas jako Boniface
- Una O’Connor jako Roderick
- James Conlin jako Joe
- Gilda Gray jako Belle
- David Niven jako Teddy

i inni. 